# Saison 2017 des Braves d'Atlanta
La saison 2017 des Braves d'Atlanta est la 52e saison en Ligue majeure de baseball pour cette équipe depuis son arrivée à Atlanta, la 147e de l'histoire de la franchise et sa 142e dans la MLB. Il s'agit de leur saison inaugurale dans leur nouveau stade, le SunTrust Park.
Les Braves ont une fiche perdante pour la 4e année de suite, malgré 4 matchs gagnés de plus que l'année précédente. Avec 72 victoires et 90 défaites, Atlanta conclut l'année en 3e place de la division Est de la Ligue nationale, devancés par 25 victoires par les meneurs, Washington.

## Calendrier pré-saison
Le 31 mars 2017, les Braves jouent un match pré-saison face aux Yankees de New York au nouveau SunTrust Park, situé à Cumberland dans la banlieue d'Atlanta. Ce match auquel seuls les abonnés de saison peuvent assister est le premier joué par les Braves dans la nouvelle enceinte, dont l'inauguration officielle est programmée pour le 14 avril suivant.

## Saison régulière
La saison régulière de 162 matchs des Braves débute le 3 avril 2017 par la visite aux Mets de New York, et se termine le 1er octobre suivant. Le premier match local de la saison, qui est aussi le premier match de saison régulière à être joué au nouveau SunTrust Park, est programmé pour le 14 avril 2017 entre les Braves et les Padres de San Diego : devant 41 149 spectateurs, les Braves gagnent ce match historique 5-2.

### Classement
| Ligue nationale division Est | V  | D  | %    | Diff. | Diff. (séries) |
| ---------------------------- | -- | -- | ---- | ----- | -------------- |
| Nationals de Washington      | 97 | 65 | ,599 | -     | -              |
| Marlins de Miami             | 77 | 85 | ,475 | 20    | 10             |
| Braves d'Atlanta             | 72 | 90 | ,444 | 25    | 15             |
| Mets de New York             | 70 | 92 | ,432 | 27    | 17             |
| Phillies de Philadelphie     | 66 | 96 | ,407 | 31    | 21             |

## Affiliations en ligues mineures
| Niveau            | Équipe                   | Ligue                   |
| ----------------- | ------------------------ | ----------------------- |
| AAA               | Braves de Gwinnett       | Ligue internationale    |
| AA                | Braves du Mississippi    | Southern League         |
| A-Advanced        | Fire Frogs de la Floride | Florida State League    |
| A                 | Braves de Rome           | South Atlantic League   |
| Ligue des recrues | Braves de Danville       | Appalachian League      |
| Ligue des recrues | Gulf Coast League Braves | Gulf Coast League       |
| Ligue des recrues | Dominican Summer Braves  | Dominican Summer League |